# Leichtathletik-Länderkampf der Männer 1938 Deutschland – USA
| 7. Leichtathletik-Länderkampf mit deutscher Beteiligung 1938 | 7. Leichtathletik-Länderkampf mit deutscher Beteiligung 1938 |               |
| ------------------------------------------------------------ | ------------------------------------------------------------ | ------------- |
|                                                              |                                                              |               |
| Ländervergleich der Männer: Deutschland – USA                |                                                              |               |
| Austragungsort                                               | Berlin                                                       |               |
| Wettbewerbe                                                  | 20                                                           |               |
| Datum                                                        | 13./14. August 1938                                          |               |
| 1. USA 2. GER                                                | 122 Punkte 092 Punkte                                        |               |
| Chronik                                                      |                                                              |               |
| ← GER-DNK (M)                                                | BEL-GER (M) →                                                | BEL-GER (M) → |

Im siebten Vergleich des Länderkampfjahres 1938 trafen die deutschen Leichtathleten wieder auf einen neuen Gegner, die Vereinigten Staaten. Dabei handelte es sich um eine besonders hoch einzuschätzende Mannschaft, die USA waren die stärkste Leichtathletiknation der Welt. Ausgetragen wurde die Begegnung in der deutschen Hauptstadt Berlin. Am selben Wochenende fand gegen Belgien in Brüssel ein weiterer Länderkampf des deutschen Männerteams statt, sodass wieder zwei Mannschaften aufzubieten waren.

## Wettbewerbe und Modus
Mit Ausnahme des Marathonlaufs, des damals einzigen Gehwettbewerbs und des Zehnkampfs standen alle olympischen Disziplinen auf dem Programm dieser Begegnung, die auf zwei Tage verteilt stattfand. Gewertet wurde in den Einzelwettbewerben wie üblich, in der Staffel gab es fünf zu drei Punkte.

## Ergebnis
Das Niveau in den Wettkämpfen war für damalige Verhältnisse hoch. Elf der zwölf Laufwettbewerbe gingen an die USA, nur den 800-Meter-Lauf konnten Deutschlands Mittelstreckler für sich entscheiden, wobei die deutschen Athleten sich gut hielten und oft nur knappe Niederlagen einstecken mussten. In den technischen Disziplinen lagen die deutschen Sportler fünf Mal vorn, die US-Amerikaner drei Mal. So kam es am Ende zum erwarteten Erfolg der USA, die den Vergleich mit 122 zu 92 Punkten gewannen. Es war die einzige deutsche Niederlage in ihren zehn Länderkämpfen des Jahres 1938.

## Resultate

### 100 m
| Platz | Athlet          | Land | Zeit (s) |
| ----- | --------------- | ---- | -------- |
| 1     | Ben Johnson     | USA  | 10,5     |
| 2     | Mozel Ellerbee  | USA  | 10,7     |
| 3     | Manfred Kersch  | GER  | 10,8     |
| 4     | Gerd Hornberger | GER  | 10,9     |

Datum: 13. August

### 200 m
| Platz | Athlet          | Land | Zeit (s) |
| ----- | --------------- | ---- | -------- |
| 1     | Clyde Jeffrey   | USA  | 21,5     |
| 2     | Perrin Walker   | USA  | 21,7     |
| 3     | Jakob Scheuring | GER  | 21,8     |
| 4     | Karl Neckermann | GER  | 21,9     |

Datum: 14. August

### 400 m
| Platz | Athlet         | Land | Zeit (s) |
| ----- | -------------- | ---- | -------- |
| 1     | Ray Malott     | USA  | 46,9     |
| 2     | Rudolf Harbig  | GER  | 47,3     |
| 3     | James Herbert  | USA  | 47,5     |
| 4     | Erich Linnhoff | GER  | 48,0     |

Datum: 14. August

### 800 m
| Platz | Athlet           | Land | Zeit (min) |
| ----- | ---------------- | ---- | ---------- |
| 1     | Rudolf Harbig    | GER  | 1:52,4     |
| 2     | Charles Beetham  | USA  | 1:53,3     |
| 3     | Howard Borck     | USA  | 1:53,4     |
| 4     | Franz Eichberger | GER  | 1:54,2     |

Datum: 13. August

### 1500 m
| Platz | Athlet         | Land | Zeit (min) |
| ----- | -------------- | ---- | ---------- |
| 1     | Charles Fenske | USA  | 3:53,8     |
| 2     | Harry Mehlhose | GER  | 3:56,2     |
| 3     | Werner Körting | GER  | 3:56,4     |
| 4     | Blaine Rideout | USA  | 3:56,8     |

Datum: 13. August

### 5000 m
| Platz | Athlet       | Land | Zeit (min) |
| ----- | ------------ | ---- | ---------- |
| 1     | Gregory Rice | USA  | 14:56,0    |
| 2     | Max Syring   | GER  | 14:58,0    |
| 3     | Otto Eitel   | GER  | 15:00,8    |
| 4     | Walter Mehl  | USA  | 15:17,0    |

Datum: 14. August

### 10.000 m
| Platz | Athlet           | Land | Zeit (min) |
| ----- | ---------------- | ---- | ---------- |
| 1     | Eino Pentti      | USA  | 32:11,0    |
| 2     | Errol Vaughn     | USA  | 32:17,0    |
| 3     | Walter Schönrock | GER  | 32:42,0    |
| 4     | Josef Berg       | GER  | 32:59,0    |

Datum: 13. August

### 110 m Hürden
| Platz | Athlet        | Land | Zeit (s) |
| ----- | ------------- | ---- | -------- |
| 1     | Fred Wolcott  | USA  | 14,1     |
| 2     | Alan Tolmich  | USA  | 14,6     |
| 3     | Karl Kumpmann | GER  | 14,8     |
| 4     | Erwin Wegner  | GER  | 15,0     |

Datum: 13. August

### 400 m Hürden
| Platz | Athlet                    | Land | Zeit (s) |
| ----- | ------------------------- | ---- | -------- |
| 1     | Jack Patterson            | USA  | 53,3     |
| 2     | John Borican              | USA  | 53,3     |
| 3     | Friedrich-Wilhelm Hölling | GER  | 53,4     |
| 4     | Georg Glaw                | GER  | 54,8     |

Datum: 14. August

### 3000 m Hindernis
| Platz | Athlet           | Land | Zeit (min) |
| ----- | ---------------- | ---- | ---------- |
| 1     | Forest Esaw      | USA  | 09:33,6    |
| 2     | George de George | USA  | 09:57,8    |
| 3     | Ludwig Kaindl    | GER  | 10:34,2    |
| 4     | Willi Heyn       | GER  | 11:13,2    |

Datum: 14. August

### 4 × 100 m Staffel
| Platz | Besetzung       | Land                                                           | Zeit (s) |
| ----- | --------------- | -------------------------------------------------------------- | -------- |
| 1     | USA             | Wilbur Greer Mozel Ellerbee Clyde Jeffrey Ben Johnson          | 40,0     |
| 2     | Deutsches Reich | Manfred Kersch Gerd Hornberger Karl Neckermann Jakob Scheuring | 40,3     |

Datum: 13. August

### 4 × 400 m Staffel
| Platz | Besetzung       | Land                                                      | Zeit (min) |
| ----- | --------------- | --------------------------------------------------------- | ---------- |
| 1     | USA             | Harley Howells Marion Erwin Miller Ray Malott             | 3:13,4     |
| 2     | Deutsches Reich | Hermann Blazejezak Karl Rinck Manfred Bues Erich Linnhoff | 3:14,4     |

Datum: 14. August

### Hochsprung
| Platz | Athlet          | Land | Höhe (m) |
| ----- | --------------- | ---- | -------- |
| 1     | Melvin Walker   | USA  | 2,00     |
| 2     | Gustav Weinkötz | GER  | 1,95     |
| 3     | Gilbert Cruter  | USA  | 1,95     |
| 4     | Hans Martens    | GER  | 1,90     |

Datum: 14. August

### Stabhochsprung
| Platz | Athlet              | Land | Höhe (m) |
| ----- | ------------------- | ---- | -------- |
| 1     | Cornelius Warmerdam | USA  | 4,27     |
| 2     | George Varoff       | USA  | 4,15     |
| 3     | Josef Haunzwickel   | GER  | 3,80     |
| 4     | Wolfgang Hartmann   | GER  | 3,80     |

Datum: 13. August

### Weitsprung
| Platz | Athlet            | Land | Weite (m) |
| ----- | ----------------- | ---- | --------- |
| 1     | Wilhelm Leichum   | GER  | 7,61      |
| 2     | Arnold Nutting    | USA  | 7,53      |
| 3     | Luz Long          | GER  | 7,43      |
| 4     | William Lacefield | USA  | 7,32      |

Datum: 14. August

### Dreisprung
| Platz | Athlet           | Land | Weite (m) |
| ----- | ---------------- | ---- | --------- |
| 1     | Karl Kotratschek | GER  | 14,61     |
| 2     | Heinz Wöllner    | GER  | 14,54     |
| 3     | Hiney Kent       | USA  | 14,35     |
| 4     | Hershel Neil     | USA  | 13,52     |

Datum: 13. August

### Kugelstoßen
| Platz | Athlet         | Land | Weite (m) |
| ----- | -------------- | ---- | --------- |
| 1     | Francis Ryan   | USA  | 15,82     |
| 2     | Hans Woellke   | GER  | 15,77     |
| 3     | William Watson | USA  | 15,56     |
| 4     | Ernst Lampert  | GER  | 15,19     |

Datum: 14. August

### Diskuswurf
| Platz | Athlet         | Land | Weite (m) |
| ----- | -------------- | ---- | --------- |
| 1     | Willy Schröder | GER  | 50,19     |
| 2     | Phil Levyn     | USA  | 49,98     |
| 3     | Ernst Lampert  | GER  | 49,61     |
| 4     | Pete Zagar     | USA  | 47,51     |

Datum: 13. August

### Hammerwurf
| Platz | Athlet            | Land | Weite (m) |
| ----- | ----------------- | ---- | --------- |
| 1     | Erwin Blask       | GER  | 57,20     |
| 2     | Karl Hein         | GER  | 56,51     |
| 3     | Irving Folwarthny | USA  | 53,55     |
| 4     | William Lynch     | USA  | 52,71     |

Datum: 13. August

### Speerwurf
| Platz | Athlet          | Land | Weite (m) |
| ----- | --------------- | ---- | --------- |
| 1     | Gerhard Stöck   | GER  | 69,79     |
| 2     | Lowell Todd     | USA  | 64,81     |
| 3     | Ferdinand Busse | GER  | 59,20     |
| 4     | Charles Soper   | USA  | 58,66     |

Datum: 14. August

## Weblink
- Amerika— Deutschland 122:92. In: Revalsche Zeitung vom 15. August 1938, Nr. 183, abgerufen am 12. Dezember 2024